# Alotus
Alotus è un album in studio del gruppo musicale finlandese Circle, pubblicato nel 2002.

## Tracce
1. Työläisten laulu – 11:45
2. Alotus – 11:26
3. Northern Sky – 2:37
4. Lopetus – 11:10
5. Potto – 10:12

## Formazione
- Teemu Elo
- Jyrki Laiho
- Jussi Lehtisalo
- Janne Peltomäki
- Mika Rättö